# Brigitte Häberli-Koller
Brigitte Häberli-Koller, née le 23 août 1958 à Wetzikon (originaire de Münchenbuchsee), est une personnalité politique suisse du canton de Thurgovie, membre du Centre. 
Elle est députée au Conseil national de 2003 à 2011 et au Conseil des États depuis 2011.

## Biographie
Brigitte Häberli-Koller naît Brigitte Koller le 23 août 1958 à Wetzikon, dans le canton de Zurich. Elle est originaire de Münchenbuchsee, dans le canton de Berne. Son père a son propre commerce.
Elle fait un apprentissage d'employée de commerce, puis travaille à Zurich. Elle enseigne plus tard la flûte à bec à l'école primaire de Bichelsee.
Elle est mariée et mère de trois enfants.
Elle habite à Bichelsee-Balterswil, dans le canton de Thurgovie.

## Parcours politique
Elle est membre de l'exécutif de la commune de Bichelsee-Balterswil de janvier 1996 à mai 2003 et siège au Grand Conseil du canton de Thurgovie de juin 1996 à novembre 2003. 
Lors des élections fédérales de 2003, elle est élue au Conseil national avec seulement seize voix d'avance sur son concurrent[réf. nécessaire]. Elle y est membre de la Commission de la science, de l'éducation et de la culture (CSEC), de la Commission des affaires juridiques (CAJ) du 17 décembre 2004 au 1er juin 2005, puis de la Commission de gestion (CdG) jusqu'au 22 janvier 2007 et de la Commission des finances (CdF) du 3 décembre 2007 au 4 décembre 2011. Elle préside par ailleurs le groupe PDC-PEV-PVL au Conseil national (vice-présidente de groupe) du 30 mai 2005 au 4 décembre 2011.
Elle préside le PDC du canton de Thurgovie de juin 2001 à 2006 et accède en octobre 2004 à la direction fédérale du parti. En 2005, elle est présentée comme potentielle candidate pour la présidence du PDC suisse, perspective qu'elle refuse par la suite[réf. nécessaire].
Lors des élections fédérales de 2011, elle est élue au second tour, le 13 novembre, au Conseil des États. Elle est la première Thurgovienne à y siéger. Elle est réélue à trois reprises (2015,  2019 et 2023), à chaque fois au premier tour. Elle est membre de la CSEC, qu'elle préside du 10 décembre 2015 au 26 novembre 2017, de la CAJ jusqu'au 9 décembre 2015, de la CdF jusqu'au 11 décembre 2019 et de la Commission des transports et des télécommunications (CTT) du 10 décembre 2015 au 1er décembre 2019 et enfin de la Commission de la sécurité sociale et de la santé publique (CSSS) du 21 juin 2019 au 1er décembre 2019.
Elle succède le 28 novembre 2022 au libéral-radical glaronais Thomas Hefti à la présidence du Conseil des États. Elle est la première Thurgovienne à présider la Chambre haute de l'Assemblée fédérale.